# Krajnik
Krajnik, německy Buddenbrock, je malá vesnice ve gmině Gryfino v okrese Gryfino v Západopomořanském vojvodství v severozápadním Polsku. Nachází se také na pravém břehu řeky Odra u německo-polské státní hranice v mezoregionu Dolina Dolnej Odry. Je sídlem solectví.

## Historie a popis
Krajník byl součástí historického regionu Zadní Pomořansko (Pomorze Tylne, Hinterpommern). Pruský král Fridrich II. Veliký (1712–1786) pojmenoval obec po pruském polním maršálovi, kterým byl Wilhelm Dietrich von Buddenbrock (1672–1757). Je zde katolický kostel Kościół pw. Niepokalanego Serca Najświętszej Maryi Panny. Po druhé světové válce bylo původní německé obyvatelstvo vystěhováno do Německa. V letech 1975–1998 vesnice administrativně patřila do Štětínského vojvodství. Poblíž je postavena uhelná elektrárna Elektrownia Dolna Odra včetně rozvodny elektrické energie. Krajnik leží nedaleko hranic krajinného parku Park Krajobrazowy Dolina Dolnej Odry a u silnice Droga krajowa nr 31. Vesnicí protéká říčka Pniewa, která se vlévá do Odry. Nejbližším okolním sídlem je Nowe Czarnowo.

## Turistické a cyklistické trasy
- Dálková cyklistická trasa Szlak Zielona Odra.
- Dálková trasa pro pěší Szlak Nadodrzański.

## Galerie

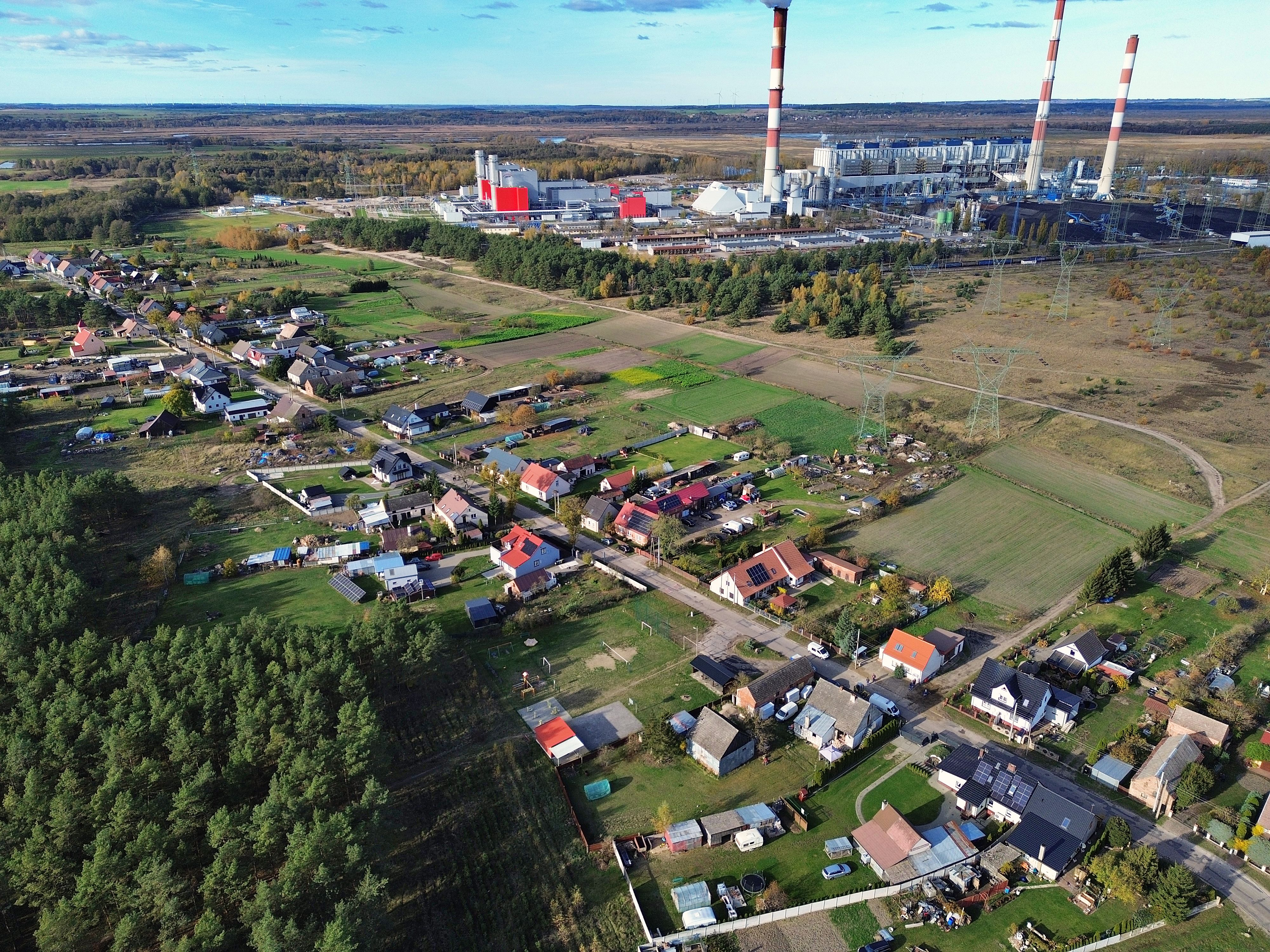
Krajnik a elektrárna Elektrownia Dolna Odra
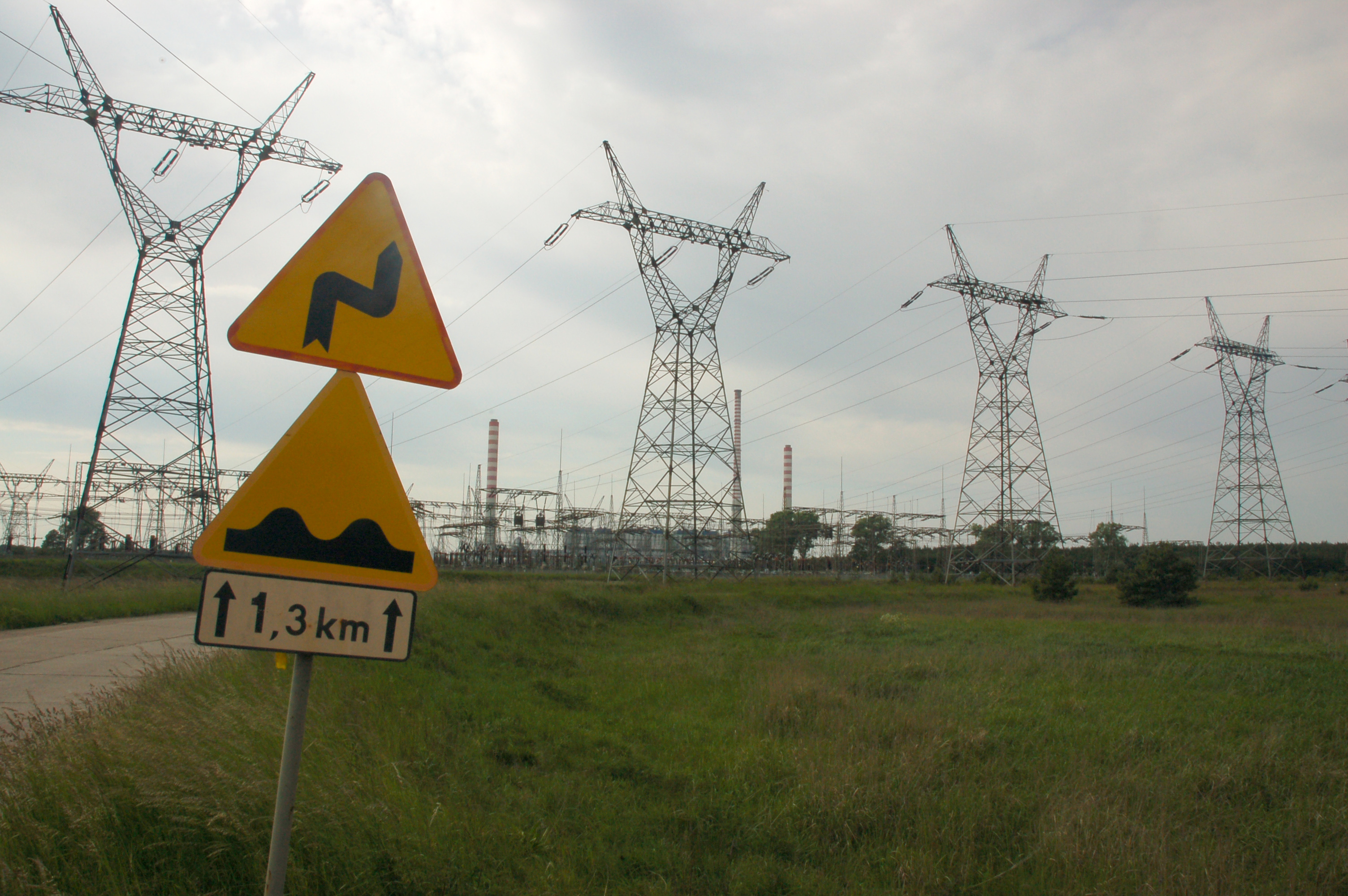
Rozvod elektrické energie z elektrárny